# Dicranomyia tokunagana
Dicranomyia tokunagana är en tvåvingeart som först beskrevs av Alexander 1964.  Dicranomyia tokunagana ingår i släktet Dicranomyia och familjen småharkrankar. Inga underarter finns listade i Catalogue of Life.